# Polyblastus melanostigmus
Polyblastus melanostigmus är en stekelart som beskrevs av Holmgren 1857. Polyblastus melanostigmus ingår i släktet Polyblastus och familjen brokparasitsteklar. Arten är reproducerande i Sverige. Utöver nominatformen finns också underarten P. m. expletus.